# Opération Roller Coaster
L'opération Roller Coaster est le nom donné à une série de 4 essais nucléaires atmosphériques complétés au Tonopah Test Range (en) par les États-Unis en 1963,. Le but des essais est d'observer la dispersion de plutonium lors d'accidents dans un entrepôt ou pendant le transport. Aucun des essais n'a dégagé de puissance explosive.
Des correctifs ont été appliqués sur les sites qui ont subi des essais Double Tracks et Clean Slate I. Les sols contaminés ont été transportés à l'Area 3 Radioactive Waste Management Site du site d'essais du Nevada et une couverture végétale a été appliquée aux deux sites.
Les sites des explosions Clean Slate II et Clean Slate III sont encore contaminés en 2012, car le gouvernement du Nevada et le gouvernement fédéral des États-Unis négocient les travaux à exécuter.

## Essais
| Nom             | Date        | Puissance explosive |
| --------------- | ----------- | ------------------- |
| Double Tracks   | 15 mai 1963 | Zéro                |
| Clean Slate I   | 25 mai 1963 | Zéro                |
| Clean Slate II  | 31 mai 1963 | Zéro                |
| Clean Slate III | 9 juin 1963 | Zéro                |